# Brienne of Tarth
Brienne of Tarth er en fiktiv person i den amerikanske forfatter George R. R. Martins fantasyserie A Song of Ice and Fire og i HBOs filmatisering Game of Thrones.
Hun er en fremherskende karakter hvor fortællingen ses fra hendes person.
Brienne bliver introduceret i den anden roman i serien, Kongernes kamp (1998), som en kriger der kæmper for ære i Renly Baratheon Kingsguard. Hun sværger senere troskab til Catelyn Stark og lover at returnere den tilfangetagne Jaime Lannister til King's Landing i en udveksling for Sansa og Arya Stark, som Catelyn mener bliver holdt fanget af Lannisterne. Hun optræder i Kragernes rige (2005) og En dans med drager (2011). Fordi Brienne er en kvinde, så har hun ikke lov at tjene som en ridder, selvom hun er en af de mest hæderlige og dygtige krigere i hele Westeros. Personligt kæmper hun med ære, retfærdighed og anerkendelse, og figuren har fået stor opmærksomhed fra kritere for hendes komplekse forhold med Jaime, og hun er en af de mest populre karakterer i både romanerne og tv-serien.
I tv-serien bliver Brienne spillet af den engelsk skuespiller Gwendoline Christie og hun blive introduceret i anden sæson. Efter at have optrådt som en gentagen karakter i to sæsoner blev Christie forfremmet til main cast fra sæson fire og fremefter. Christie har modtaget stor kritikerros for sin portrættering. Hun blev nomineret til en Saturn Award for Best Supporting Actress on Television og to Screen Actors Guild Awards, sammen med resten af de medvirkende for sin optræden i tredje og fjerde sæson. I 2019 blev hun nomieret til en Primetime Emmy Award for Outstanding Supporting Actress in a Drama Series for sin rolle i seriens sidste sæson